# 5,25" QF Mark I
5,25" QF Mark I — британское 133-миллиметровое универсальное орудие, применявшееся Королевским флотом Великобритании во Второй мировой войне. Находились на вооружении линейных кораблей типа «Кинг Джордж V», линкора «Вэнгард», крейсеров ПВО типа «Дидо» и улучшенный «Дидо», планировались к установке на линкоры типа «Лайон». Разрабатывалось как орудие, способное с одинаковой эффективностью поражать надводные цели типа «эсминец» и бороться с авиацией. В качестве зенитного оказалось малоэффективно.

## Конструкция
Орудие имело самоскрепленную конструкцию со свободным лейнером и оснащалось полуавтоматическим клиновым затвором. Живучесть ствола первоначально составляла 750 выстрелов полным зарядом, с внедрением новых сортов пороха была доведена до 2000 выстрелов. Заряжание было раздельно-гильзовым, что в сочетании с большим количеством ручных операций предопределило сравнительно низкую для универсального орудия скорострельность. Использовались снаряды двух типов: полубронебойный с донным взрывателем и фугасный, с головным механическим взрывателем, к концу войны для 133-мм орудий до половины фугасных снарядов имели радиолокационный взрыватель. Кроме того имелся осветительный снаряд.

## Оценка орудия
Эффективность артиллерии по лёгким надводным кораблям признавалась вполне достаточной. Дальности стрельбы вполне хватало для боя с любыми лёгкими кораблями.
Пригодность орудий против воздушных целей оказалась сомнительной. Большая досягаемость по высоте (15 км) при угле возвышения 70° вроде бы позволяла вести эффективный огонь по высоколетящим целям. Но британский флот до 1944 года не имел радиолокационного взрывателя. Использовался лишь механический, с замедлением, но установщик боеприпасов всегда опаздывал на один залп. Ещё менее эффективными 133-мм орудия оказались против низколетящих целей, типа торпедоносцев. Фактически орудия могли сделать лишь два-три выстрела до сброса противником торпед, без точной установки взрывателей снарядов. Этот факт подтвердил бой «Принс оф Уэлс» против японской авиации. Положение усугублялось низкими скоростями наводки тяжёлых башен — 10-11° в секунду. Появление в ходе войны скоростных самолётов практически любого назначения сделало 133-мм установки практически бесполезными — они просто не успевали следовать за своими целями, особенно на близких дистанциях
«Вэнгард» получил новые, более совершенные установки Mark 1*. Они имели большую скорость наведения — по 20 °/с в вертикальной и горизонтальной плоскостях. Боевое отделение было перепланировано. Установки также получили дистанционный силовой привод RP10* для вертикального и горизонтального наведения. Возросла и скорострельность.